# Malthonica campestris
Malthonica campestris là một loài nhện trong họ Agelenidae.
Loài này thuộc chi Malthonica. Malthonica campestris được Carl Ludwig Koch miêu tả năm 1834.